# Kokkina

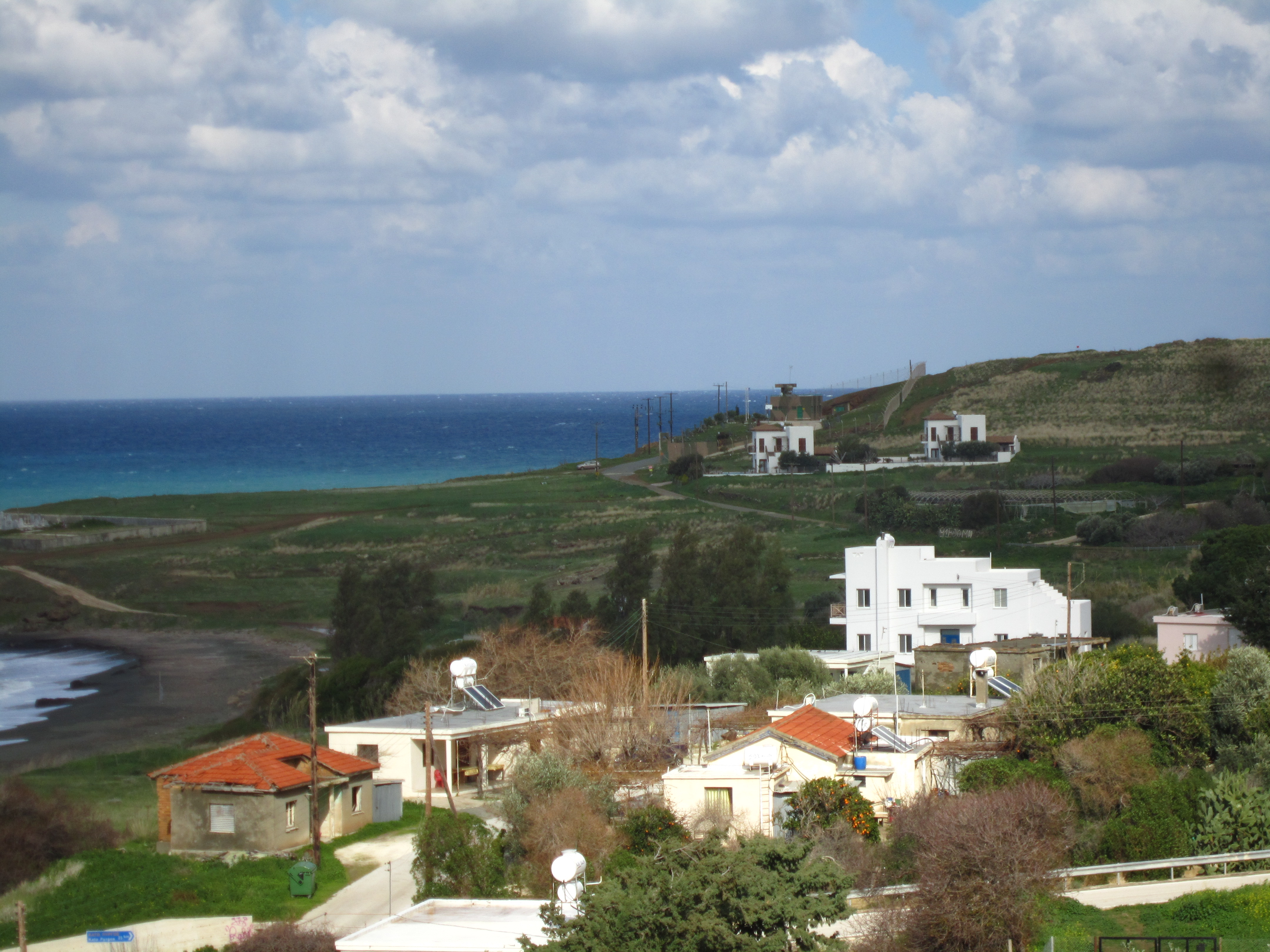
Kokkina

Kokkina (in greco: Κόκκινα, in turco: Erenköy) è un piccolo insediamento costiero dell'isola di Cipro, amministrato dalla auto-proclamatasi Repubblica Turca di Cipro del Nord, che attualmente funge da campo militare. Il nome in greco significa rosso.
Il censimento del 1960 quantificò la popolazione in 300 persone, tutte appartenenti alla comunità turco-cipriota. Nonostante l'intervento militare turco nel nord dell'isola, il suo territorio è tuttora separato dal resto della RTCN di cui forma così un'exclave.
La zona è stato il teatro principale della Battaglia di Tillyria, un violento scontro armato tra forze greco-cipriote, turco-cipriote  e turche nell'agosto del 1964.